# Wesmaelius nubilus
Wesmaelius nubilus är en insektsart som först beskrevs av Douglas E. Kimmins 1929.  Wesmaelius nubilus ingår i släktet Wesmaelius och familjen florsländor. Inga underarter finns listade i Catalogue of Life.